# Leonard Coleman
Leonard Coleman (Boynton Beach, 30 gennaio 1962) è un ex giocatore di football americano statunitense che ha militato nel ruolo di cornerback nella National Football League (NFL).

## Carriera
Al college Coleman giocò a football all'Università Vanderbilt. Fu scelto come ottavo assoluto nel Draft NFL 1984 dagli Indianapolis Colts. Tuttavia a causa di una disputa contrattuale rimase fermo per tutta la stagione 1984, firmando con i Memphis Showboats della United States Football League e completando la sua laurea a Vanderbilt. All'inizio della stagione 1985 Coleman si unì ai Colts dopo che il club acquisì il suo contratto da Memphis. Nel 1986 disputò tutte le 16 partite come titolare ma disputò solo 4 gare nel 1987. Il 9 luglio 1988 fu scambiato con i San Diego Chargers, giocando 16 partite nel 1988 e una nel 1989, prima di venire svincolato il 12 settembre 1989.